# Afslag (archeologie)

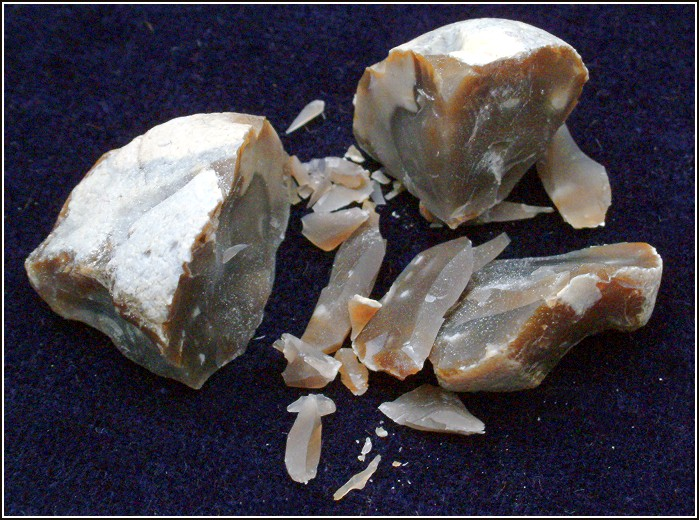
gespleten vuursteenknol met verschillende klingachtige afslagen

Een afslag is in de archeologie een basisvorm voor de productie van stenen werktuigen.
Afslagen worden gemaakt uit een groter beginstuk, de kern. Het ruwe stuk bestaat uit hard, bros, meestal zeer SiO2-rijk, amorf of zeer fijnkorrelig gesteente, bijvoorbeeld ryoliet, obsidiaan, kwartsiet of radiolariet, evenals  vuursteen, jaspis of chalcedoon, alsook cryptokristallijne varianten van zuiver kwarts en soms ook van macrokristallijn kwarts (bijv. bergkristal). Vanwege hun typische breukgedrag (zogenaamde schelpvormige of conchoïdale breuken) kunnen deze materialen scherpe randen vormen.
De knol (minder vaak plaat) wordt eerst afgeslagen, waardoor een nieuw breukvlak (slagvlak) onder een scherpe hoek met het buitenoppervlak ontstaat. Vervolgens worden er met behulp van een klopsteen of hamer uit deze kern verdere afslagen gemaakt, waarbij het slagpunt zorgvuldig wordt gekozen. Het breukgedrag van het materiaal zorgt enerzijds voor de typische slagkenmerken en maakt het anderzijds mogelijk om de vorm en grootte van de afslag specifiek te beïnvloeden.

## Slagkenmerken

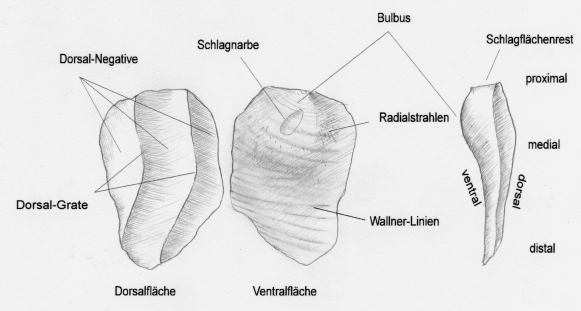
slagkenmerken

De zogenaamde slagkenmerken dienen als criteria dat gevonden prehistorische afslagen menselijke artefacten zijn en geen natuurlijke geofacten. Kenmerkend is het slagpunt (impact point) op de rest van het slagoppervlak en de primaire slagkenmerken die daaruit voortkomen. De in het gesteente geabsorbeerde energie creëert een slagbult (bulb) op het ventrale oppervlak (de naar de kern gerichte zijkant). De breukvoortplanting creëert concentrische impactgolven (ook wel golfringen of Wallner-lijnen genoemd) en radiale stralen die wegleiden van de breuk. Als er meerdere opeenvolgende afslagen op een kernrand waren, zijn de breuklijnen van de eerder gescheiden afslagen zichtbaar op het dorsale oppervlak (de van de kern afgekeerde zijde). Dit worden dorsale ruggen genoemd en zijn, naast de primaire slagkenmerken, een belangrijk criterium voor het identificeren van door de mens gemaakte afslagen.
Afslagen kunnen zowel productieafval zijn (voorbereidingsafslagen) als het doelwit van kerndissectie, waarbij doelafslagen uit het middenpaleolithicum gemaakt met behulp van de Levalloistechniek een speciale vorm vertegenwoordigen, met randen die rondom zo scherp mogelijk zijn. Afslagen kunnen door middel van randretoucheringen in werktuigen worden omgezet.